# Frank van den Broek
Frank van den Broek (Warmond, 28 dicembre 2000) è un ciclista su strada olandese che corre per il Team Picnic PostNL; è professionista dal 2024.

## Carriera
Tra gli Under-23 è attivo con formazioni dilettantistiche olandesi. Nel 2023 debutta a livello UCI con la formazione Continental Abloc CT, vincendo il Ronde de l'Oise a tappe; nel luglio dello stesso anno passa al Development Team DSM-Firmenich, squadra di sviluppo del Team DSM-Firmenich, con cui debutta da professionista a inizio 2024. Nell'aprile 2024 vince una tappa e la classifica generale del Giro di Turchia; nel luglio seguente partecipa al suo primo Grande Giro, il Tour de France. In quella Grande Boucle entra subito nella fuga di giornata della prima tappa e, insieme al compagno di squadra Romain Bardet, riesce ad arrivare al traguardo, piazzandosi secondo.

## Palmarès
- 2022 (AW Groep-Swabo, due vittorie)

Classifica generale Tour de Namur
Classifica generale Ronde van Midden-Brabant
- 2023 (Team DSM-Firmenich PostNL, due vittorie)

4ª tappa Ronde de l'Oise
Classifica generale Ronde de l'Oise
4ª tappa Tour of Qinghai Lake (Huzhu > Menyuan)
5ª tappa Tour Alsace
- 2024 (Team DSM-Firmenich PostNL, due vittorie)

6ª tappa Giro di Turchia (Kuşadası > Magnesia)
Classifica generale Giro di Turchia

### Altri successi
- 2022 (AW Groep-Swabo)

Classifica scalatori Carpathian Couriers Race
- 2024 (Team DSM-Firmenich PostNL)

1ª tappa Giro di Danimarca (Holstebro, cronosquadre)

## Piazzamenti

### Grandi Giri
- Tour de France

2024: 62º
2025: 39º

### Classiche monumento
- Giro delle Fiandre

2024: ritirato

### Competizioni mondiali
- Campionati del mondo

Zurigo 2024 - In linea Elite: ritirato